# Maragua
Maragua är en stad i distriktet Maragua i provinsen Central i Kenya. Centralorten hade 6 491 invånare vid folkräkningen 2009, med totalt 32 315 invånare inom hela kommunen.